# 엘렌 기어

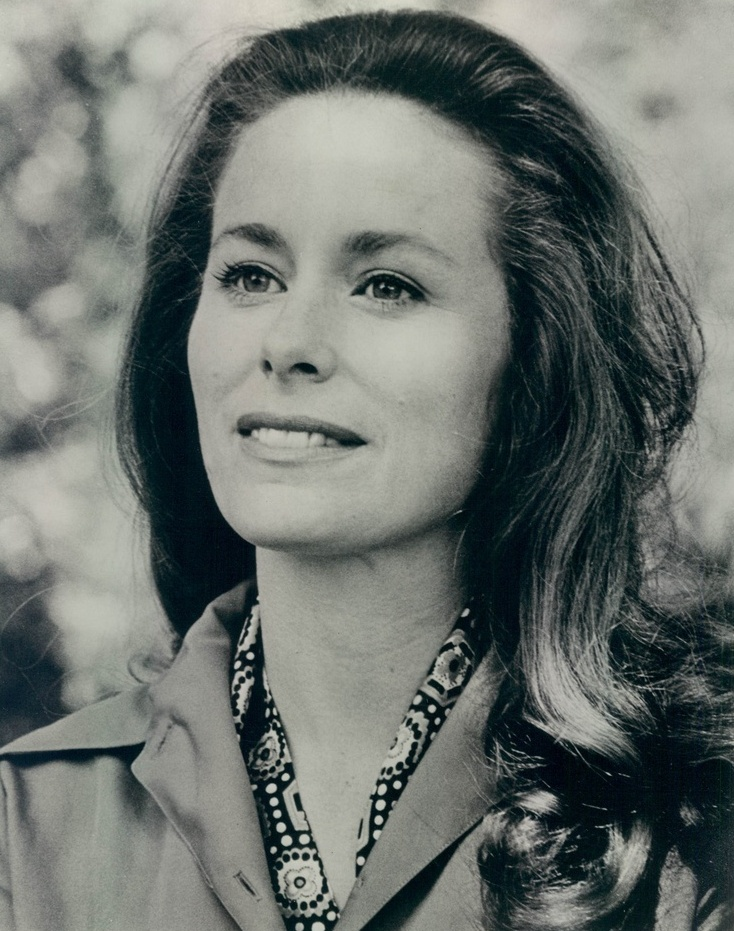

엘런 기어(Ellen Geer, 1941년 8월 29일 ~ )는 미국의 영화 감독, 각본가, 교사, 배우, 무대 연출가이다.
뉴욕에서 태어났다.

## 출연 작품
- 언러버블 (2018년)
- 하우스 앳 더 엔드 오브 더 드라이브 (2014년)
- 맨 인 더 체어 (2007년)
- 비지테이션 (2006년) - 미시즈 마콘 역
- 미 앤 유 앤 에브리원 (2005년) - 엘렌 역
- 크리미널 (2004년)
- 별난 커플 2 (1998년)
- 프랙티컬 매직 (1998년)
- 포스트맨 (1997년)
- 크로스월드 (1996년)
- 페노메논 (1996년)
- 긴급 명령 (1994년)
- 남자가 사랑할 때 (1994년)
- 패트리어트 게임 (1992년)
- 론리 하트 (1991년)
- 멜리딕션 (1990년)
- 더 타운 불리 (1988년)
- 빅 샷 (1987년)
- 흑과 백의 분노 (1987년)
- 쿵후 (1986년)
- 여자를 쫓는 남자 (1985년)
- 고래같은 마음 (1983년)
- 오버 디 에지 (1979년)
- 코치 (1971년)
- 해롤드와 모드 (1971년)
- 리버스 (1969년)

### 텔레비전
- 월튼네 사람들 (1972-80)
- 명탐정 바나비 존즈 (1975-79)
- 꿈꾸는 낙원 (1978-79)
- 기동순찰대 (1978-82)
- 댈러스 (1979-89)
- 형사 Q (1982)
- 미녀와 야수 (1988-90)
- Once and Again (1999-2000)
- 고스트 & 크라임 (2006-10)